# Festuca jubata
Festuca jubata är en gräsart som beskrevs av Richard Thomas. Lowe. Festuca jubata ingår i släktet svinglar, och familjen gräs. Inga underarter finns listade i Catalogue of Life.